# Stanisław Kot

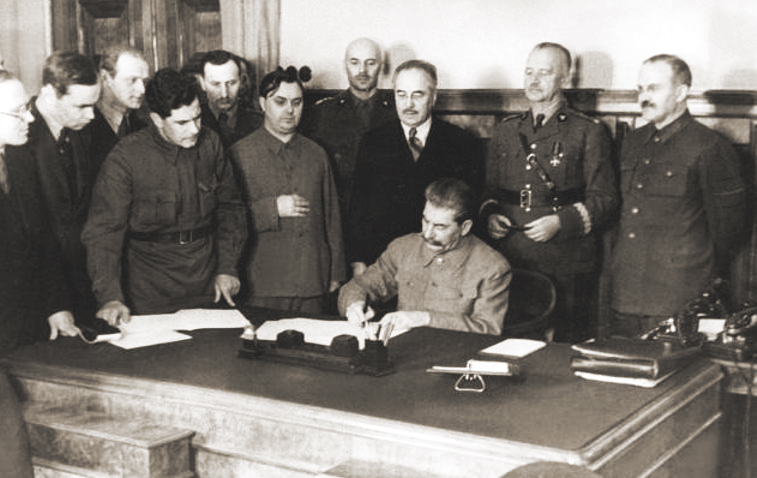
Podpisanie polsko-sowieckiej deklaracji politycznej 4 grudnia 1941. Podpisuje Józef Stalin. Widoczni od lewej: Gieorgij Malenkow, Władysław Anders, Stanisław Kot, Władysław Sikorski, Wiaczesław Mołotow

Stanisław Kot (ur. 22 października 1885 we wsi Rudzie, zm. 26 grudnia 1975 w Edgware) – polski historyk wychowania i dziejów reformacji, działacz ruchu ludowego i polityk. Podczas II wojny światowej współinicjator, wraz z Janem Librachem oraz ppłk Janem Kowalewskim tzw. „szóstej kolumny”, czyli Akcji Kontynentalnej.
W czasie I wojny światowej działacz Naczelnego Komitetu Narodowego, kierownik jego biura prasowego, w okresie międzywojennym profesor Uniwersytetu Jagiellońskiego (1920-1934), członek korespondent (od 1921), członek czynny (od 1928) Polskiej Akademii Umiejętności, działacz Stronnictwa Ludowego (od 1935), w okresie II wojny światowej minister bez teki (1939–1940), minister spraw wewnętrznych (1940–1941) i minister informacji i dokumentacji (1943) w rządach Władysława Sikorskiego oraz minister informacji i dokumentacji w rządzie Stanisława Mikołajczyka (1943–1944), ambasador RP w Moskwie (1941–1942), po II wojnie światowej ambasador Polski w Rzymie (1945–1947), następnie na emigracji.
Pseudonimy: J. Jaskier, Poseł Światła, Konstanty Stankowski, Student Mazur-Ewangelik, Tadeusz Wrotycz.

## Życiorys

### Okres do 1914
Pochodził z rodziny chłopskiej. Był synem Marcina Kota i Marii Kot z d. Fitał. Jego ojciec należał do komitetu parafialnego i szkolnego w Czarnej, pełnił funkcję wójta, był członkiem rady powiatowej.
W 1893 rozpoczął naukę w dwuklasowej szkole w Czarnej Sędziszowskiej (uczył się w niej trzy lata, dodatkowo nadrabiając materiał niezbędny dla dalszej nauki), w 1895 został przyjęty do IV klasy szkoły w Sędziszowie Małopolskim. Po jej ukończeniu został w 1896 uczniem C.K. I Gimnazjum w Rzeszowie. Jego kolegą szkolnym był późniejszy pisarz, Witold Bunikiewicz, a także Ludwik Namierowski (później znany jako Lewis Namier). W czasie nauki zaangażował się w działalność „Promienistych”, galicyjskiej organizacji akademickiej o charakterze demokratycznym i socjalistycznym, skupionej wokół gazety „Promień”, był jednym z liderów koła rzeszowskiego. W 1904 zdał egzamin dojrzałości w C.K. I Gimnazjum w Rzeszowie (wówczas abiturientami byli Artur Kopacz, Jan Kwolek, Tadeusz Wolfenburg).
W 1904 rozpoczął studia polonistyczne z elementami filologii klasycznej na Uniwersytecie Lwowskim, korzystając ze stypendium Fundacji im. Jana Towarnickiego. W dalszym ciągu kontynuował działalność w „Promienistych”, reprezentując orientację socjalistyczno-niepodległościową. Od 1904 był członkiem Komitetu Centralnego tej organizacji, od 1905 sekretarzem komitetu redakcyjnego pisma „Promień”, był najbliższym współpracownikiem kierującego organizacją Mariana Kukiela. W swojej działalności zabiegał o unowocześnienie szkolnictwa i samokształcenie młodzieży, zajmował się także agitacją polityczną, oprócz swojej organizacji także na rzecz Polskiej Partii Socjalno-Demokratycznej Galicji i Śląska Cieszyńskiego. Co najmniej od 1907 związany był ze środowiskiem niepodległościowej lewicy związanej z Józefem Piłsudskim, należał do inicjatorów powstałego w październiku 1908 Stowarzyszenia Akademickiej Młodzieży Postępowej, był w dalszym ciągu członkiem KC „Promienia”, współpracował z Polskim Stronnictwem Postępowym. W 1908 został także przewodniczącym Towarzystwa Uniwersytetów Ludowych im. Adama Mickiewicza. W tym samym roku uzyskał na Uniwersytecie Lwowskim absolutorium, przez kolejny rok studiował prawo. W 1909 obronił pracę doktorską Wpływ starożytności klasycznej na rozwój pojęć politycznych w Polsce w wieku XVI, a w szczególności na Andrzeja Frycza z Modrzewa. W 1910 przeniósł się na stałe do Krakowa.
Od 1910 pracował jako nauczyciel w IV Gimnazjum Realnym w Krakowie. W tym samym roku opublikował pierwsze prace naukowe: Andrzej Frycz z Modrzewa o wychowaniu i szkole. Na tle ówczesnej literatury pedagogicznej i Szkoła Lewartowska. Z dziejów szkolnictwa ariańskiego w Polsce, w 1911 kolejną Wpływ starożytności klasycznej na teorie polityczne Andrzeja Frycza z Modrzewa (ukazała się w serii Rozprawy AU Wydziału Historyczno-Filozoficznego). Angażował się w dalszym ciągu w działalność oświatową w Uniwersytecie Ludowym im. Adama Mickiewicza, jako publicysta współpracował z lwowskim tygodnikiem Życie, dziennikiem Naprzód i miesięcznikiem Przedświt. Rozluźnił natomiast związku z polityką, zajmując się w większym stopniu pracą naukową. W grudniu 1911 został członkiem Komisji Literackiej Akademii Umiejętności, w 1912 opublikował pracę Szkolnictwo parafialne w Małopolsce XV–XVIII w. Od 1912 do 1914 korzystał ze stypendium AU na studia zagraniczne. Przebywał w Paryżu, badał także archiwa w Belgii, Holandii, Szwajcarii i Niemczech. Badał kształtowanie się opinii o Polsce w piśmiennictwie politycznym Europy Zachodniej, zbierał także materiały do dziejów polskich podróży naukowych na Zachód w dobie renesansu.

### I wojna światowa
Latem 1914 powrócił do Galicji, w lipcu 1914 redagował w zastępstwie Mariana Kukiela miesięcznik Związku Strzeleckiego Strzelec. W sierpniu 1914 został członkiem Komisji Skonfederowanych Stronnictw Niepodległościowych, został kierownikiem biura prasowego KSSN, a po powołaniu Naczelnego Komitetu Narodowego został zastępcą kierownika Oddziału Prasowego Sekcji Zachodniej NKN i kierownikiem (razem z Ignacym Daszyńskim) Wojskowego Biura Prasowego Departamentu Wojskowego NKN. Jesienią 1914, po reorganizacji NKN, został kierownikiem Biura Prasowego DW NKN. W ramach biura wydawał (najpierw na Śląsku Cieszyńskim, od początku 1915 w Piotrkowie Trybunalskim) pismo Wiadomości Polskie, które w kwietniu 1915 osiągnęło nakład 25 tys. egzemplarzy.
Poparł Władysława Sikorskiego (wówczas szefa Departamentu Wojskowego NKN) w jego sporze z Józefem Piłsudskim, co do przyszłości Legionów Polskich. Opowiadał się za ścisłą współpracą z Austro-Węgrami i budowania w oparciu o to porozumienie i istniejące struktury legionowe polskiej armii. Od października 1916 kierował Biurem Prasowym NKN w Krakowie (w dalszym ciągu redagował jednak Wiadomości Polskie, których redakcja pozostała w Piotrkowie Trybunalskim), co najmniej od lata 1917 był też kierownikiem Sekretariatu Generalnego NKN. Poparł Akt 5 Listopada i powołanie Królestwa Polskiego, widząc w nim wskrzeszenie polskiej państwowości. Był kandydatem do objęcia stanowiska kierownika Biura Prasowego w Departamencie Spraw Politycznych Tymczasowej Rady Stanu, do czego nie doszło z uwagi na sprzeciw Centralnego Komitetu Narodowego. Pozostawał w dalszym ciągu zwolennikiem poszukiwania rozwiązań dla sprawy polskiej w oparciu o państwa centralne, mylnie sądząc, że te kraje zwyciężą, a co najmniej wyjdą obronną ręką z toczącej się wojny. Na początku 1918 próbował jeszcze tworzyć struktury organizacji mającej zjednoczyć galicyjskich aktywistów, popierających politykę Władysława Sikorskiego. Po rozwiązaniu NKN powrócił w lutym 1918 do pracy w IV Gimnazjum w Krakowie, powrócił też do pracy naukowej, przygotowując pracę o Andrzeju Fryczu Modrzewskim, którą zamierzał przedstawić jako rozprawę habilitacyjną. W październiku 1918 złożył podanie o habilitację na Uniwersytecie Jagiellońskim (jego praca, Andrzej Frycz z Modrzewia. Studium z dziejów kultury polskiej ukazała się drukiem dopiero w roku następnym).

### Dwudziestolecie międzywojenne
Jego starania o habilitację przeciągały się aż do 1920. Rada Wydziału Filozoficznego UJ domagała się od niego początkowo (stosunkiem głosów 24:9 przy 1 votum separatum) przeprosin za działalność polityczną podczas wojny, ostatecznie zarzuty jednak wycofała. 12 marca 1920 uzyskał ostatecznie habilitację i został kandydatem do objęcia katedry historii kultury. 4 maja 1920 otrzymał nominację na profesora nadzwyczajnego. Od tego roku rozpoczął na UJ karierę uniwersytecką. W 1924 został mianowany profesorem zwyczajnym. Prowadził seminarium z historii kultury (jego słuchaczami byli m.in. Henryk Barycz, Stanisław Bodniak, Józef Feldman, Stanisław Szczotka, Marek Wajsblum, Wiktor Weintraub, Alodia Kawecka-Gryczowa, Stanisław Tync, a także Stanisław Bednarski, Maria Czapska, Jerzy Turowicz, Wanda Wasilewska, studenci Uniwersytetu Warszawskiego Bogdan Suchodolski i Tadeusz Mikulski oraz William John Rose) oraz z historii wychowania (jego słuchaczami byli m.in. Jan Hulewicz i Stanisław Skrzeszewski). W 1919 wydał poza rozprawą habilitacyjną pracę Rzeczpospolita Polska w literaturze politycznej Zachodu, w 1924 podręcznik Historia wychowania. Zarys podręcznikowy, w latach 1929–1930 wybór źródeł Źródła do historii wychowania. Przygotowywał do wydania źródła związane z kontaktami intelektualnymi Polski z Zachodem, stanął w związku z tym na czele Komitetu dla Wydania Źródeł do Dziejów Życia Umysłowego Polski w Dobie Humanizmu przy PAU, jednak nie zdołał wydać żadnego tomu przed wybuchem II wojny światowej. W 1926 został kandydatem do objęcia Katedry Historii Wychowania na Uniwersytecie Warszawskim, ale do jego przenosin ostatecznie nie doszło. W 1932 był jednym z członków powołanego na UJ zespołu, który koordynował działania przeciwko ustawie o szkolnictwie wyższym ograniczającej autonomię szkół wyższych. W 1933 władze państwowe zlikwidowały jego katedrę i przeniosły go w stan spoczynku, a w 1934 na emeryturę.
Był jednym z założycieli, udziałowcem i członkiem rady nadzorczej Krakowskiej Spółki Wydawniczej, w ramach której był też redaktorem serii Biblioteka Narodowa (do 1933). Współpracował z wydawnictwem Trzaska, Evert i Michalski. Wraz z Aleksandrem Brücknerem, Karolem Estreicherem, Stanisławem Lamem współredagował m.in. Encyklopedię staropolską wydaną w latach 1937–1939 w Warszawie . Należał do inicjatorów działającej do 1927 pod egidą Ministerstwa Wyznań Religijnych i Oświecenia Komisji do Badania Dziejów Wychowania i Szkolnictwa w Polsce, został jej sekretarzem i redaktorem wydawnictw. Następnie przewodniczył Komisji dla Dziejów Oświaty i Szkolnictwa w Polsce przy Polskiej Akademii Umiejętności. Zajmował się też dziejami polskiej reformacji, był redaktorem rocznika Reformacja w Polsce.
W 1921 został członkiem korespondentem, w 1928 członkiem czynnym PAU, był też członkiem Komisji Historycznej PAU (od 1920), sekretarzem Komisji do Badań w Zakresie Historii Literatury i Oświaty w Polsce (1920–1924) i dyrektorem wydawnictw tej komisji (1930-1933). W 1928 został członkiem Czeskiej Akademii Nauk.
Początkowo wycofał się z polityki, pozostając jednak w bliskich kontaktach z Władysławem Sikorskim. W 1929 poparł powstanie Centrolewu, był gościem odbywającego się w czerwcu 1929 organizowanego przez to porozumienie Kongresu Obrony Prawa i Wolności Ludu. Należał do inicjatorów listu profesorów UJ w obronie więźniów brzeskich, w samym procesie brzeskim należał do świadków obrony. Po usunięciu w 1934 z Uniwersytetu Jagiellońskiego zaangażował się ponownie w politykę. Od 1935 należał do Stronnictwa Ludowego, w tym samym roku został członkiem Rady Naczelnej SL, w 1936 członkiem Naczelnego Komitetu Wykonawczego SL. Zajmował stanowisko zdecydowanie antysanacyjne, popierając w tym względzie przebywającego na emigracji Wincentego Witosa. Brał udział w rozmowach przygotowujących tzw. Front Morges. Uczestniczył aktywnie w protestach chłopskich w 1936 i strajku chłopskim w sierpniu 1937. W wyniku tego został przejściowo zatrzymany od 31 sierpnia do 2 września 1937. Po Kongresie SL w lutym 1938 pozostał członkiem Rady Naczelnej i Naczelnego Komitetu Wykonawczego partii, a w marcu 1938 został dodatkowo skarbnikiem NKW SL. Na tydzień przed wybuchem II wojny światowej wyjechał z zamiarem dłuższego pobytu do Lwowa.

### II wojna światowa
Po wybuchu II wojny światowej zaangażował się początkowo w komitet opieki nad uchodźcami z województwa krakowskiego. Został też nieformalnym pełnomocnikiem Władysława Sikorskiego na Polskę wschodnią. Ostatecznie 13 października 1939 przedostał się do Rumunii, a 6 listopada tegoż roku znalazł się we Francji. Został członkiem Komitetu Zagranicznego SL, a 7 grudnia 1939 został mianowany ministrem bez teki w rządzie Władysława Sikorskiego i był jego faktycznym zastępcą. W Prezydium Rady Ministrów podlegały mu Biuro Prezydialne, Referat Ogólny, Referat Polityczny, Referat Spraw Wewnętrznych i Referat Kuturalny. W styczniu 1940 został członkiem Komitetu dla Spraw Kraju, w jego ramach miał zorganizować w okupowanej Polsce struktury komisarzy politycznych (delegatów) reprezentujących rząd i przekazujących jego instrukcje. Jego działania spotkały się jednak z opozycją ze strony Stefana Roweckiego, który chciał zbudować zaplecze polityczne wewnątrz organizacji wojskowej i uzyskać możliwie dużą niezależność od władz emigracyjnych. W ramach Akcji Kontynentalnej, wspieranej i finansowanej przez SOE, organizował na terenie wielu państw, głównie Francji, Belgii, Holandii także Węgier i Rumunii sieć struktur konspiracjnych. Nadzorował także prace działających w Rumunii do 1940 Komisji Badawczej ds. Przyczyn Klęski Wrześniowej i Komisji ds. Ochrony Mienia Państwowego. Odegrał zasadniczą rolę przy obadaniu stanowisk w administracji rządowej i wojsku we Francji, uczestniczył też w rozliczeniach poprzedniego rządu za klęskę wrześniową i politykę prowadzoną przed 1939, proponował w tym celu postępowanie administracyjne prowadzone przed komisją o uprawnieniach sędziego i prokuratora z prawem pozbawienia obywatelstwa włącznie. W swojej polityce zmierzał do osłabienia pozycji przebywających na emigracji piłsudczyków. Po upadku Francji odpowiadał za ewakuację do Wielkiej Brytanii rządu i ludności cywilnej. Sam znalazł się w Wielkiej Brytanii 24 czerwca 1940. W czasie tych zadań wykazał się osobistą odwagą i determinacją.
W lipcu 1940 prezydent Władysław Raczkiewicz zażądał usunięcia S. Kota z rządu, zarzucając mu brak opanowania oraz to, że „stanowi źródło zadrażnień, zamętu i niepokoju”, jak również uznając go odpowiedzialnym za opóźnienia w ewakuacji i rozproszenie się rządu i Rady Narodowej. Został jednak wzięty w obronę przez Władysława Sikorskiego, który 9 października 1940 powołał go w swoim rządzie na Ministra Spraw Wewnętrznych. W tym czasie w dalszym ciągu toczył spór, co do ukształtowania politycznej reprezentacji rządu na terenie kraju, w opozycji do Stefana Roweckiego i wspierającego go Kazimierza Sosnkowskiego. Zarzucał kierownictwu Związku Walki Zbrojnej nielojalność wobec rządu na emigracji, zdominowanie go przez osoby związane z sanacją, postulował całkowitą apolityczność ZWZ. 2 stycznia 1941 przejął kierownictwo Komitetu do Spraw Kraju, następnie doprowadził do przyjęcia zasad regulujących stosunki pomiędzy Delegatem Rządu na Kraj i ZWZ. W ramach kompromisu zrezygnował z nadrzędności Delegata, w zamian za uzyskanie wpływu na decyzje personalne w ZWZ. Po podpisaniu Układu Sikorski-Majski (w lipcu 1941) został 29 sierpnia 1941 ambasadorem RP w Moskwie. Dzień wcześniej otrzymał dymisję ze stanowiska ministra spraw wewnętrznych i został mianowany ministrem bez teki. Do Moskwy dotarł 4 września 1941. Jego głównym zadaniem była pomoc polskiej ludności cywilnej uwalnianej z miejsc deportacji, więzień i obozów pracy, dużo wysiłku wkładał w pomoc przebywającej w ZSRR polskiej inteligencji. Wiosną 1942 zrezygnował ze stanowiska, częściowo z uwagi na stan zdrowia, częściowo mając poczucie beznadziejności swojej misji (władze sowieckie sabotowały akcję pomocową). W lipcu 1942 wyjechał do Iranu, od jesieni 1942 przebywał w Palestynie, tam starał się działać na rzecz polepszenia relacji między Polakami i Żydami. Wiosną 1943 powrócił do Wielkiej Brytanii, tam 18 marca 1943 został Ministrem Informacji i Dokumentacji. Uczestniczył w przygotowaniu komunikatu rządowego po odkryciu zbrodni katyńskiej. Na swoim stanowisku pozostał także w rządzie Stanisława Mikołajczyka. Stronnictwo Ludowe wysunęło w lipcu 1943 jego kandydaturę na stanowisko następcy prezydenta.
Popierał politykę Stanisława Mikołajczyka zmierzającą do ponownego nawiązania stosunków dyplomatycznych z ZSRR nawet za cenę ustępstw terytorialnych. Władze sowieckie w czasie nieoficjalnych rozmów wiosną 1944 domagały się jednak jego dymisji. Po dymisji rządu S. Mikołajczyka nie wszedł do rządu Tomasza Arciszewskiego, albowiem Stronnictwo Ludowe nie zdecydowało się na wejście do tego gabinetu.
Podczas wojny był w personalnym konflikcie m.in. z gen Kazimierzem Sosnkowskim oraz Oddziałem VI (Specjalnym) Sztabu Naczelnego Wodza. Jego podłożem były zwłaszcza podejmowane przez ludowców próby zatrzymania zrzutów dla Armii Krajowej oraz przejęcie ich na rzecz wsparcia Batalionów Chłopskich.
Charakterystyczna jest „wizytówka” Kota w brytyjskim „Who is who” dot. polskich VIP-ów w Wielkiej Brytanii, dla przedstawicieli brytyjskich władz (FO 371/34609: C 4372):
„przybył do Francji jesienią 1939 i natychmiast został powołany do rządu gdzie, mimo swych bardzo poważnych walorów intelektualnych, wywiera fatalny wpływ na polskie życie polityczne. Jest z natury mściwy i cierpi na nieuleczalną chętkę nadzorowania wszystkiego i wszystkich. Przez wieczne wtrącanie się w sprawy prywatne innych ludzi i niemożność zapomnienia o dawnych politycznych rozdźwiękach zdobył sobie w latach 1940–1941 wśród wojska polskiego w Szkocji sławę najmniej popularnego członka rządu.
W sierpniu 1941 mianowany polskim ambasadorem w ZSSR, na tym stanowisku też niczego nie osiągnął, brak mu dyplomatycznego przygotowania, a z usposobienia jest niecierpliwy i łatwo wpada w gniew. Prawdopodobnie żaden polski ambasador w Związku Sowieckim nie osiągnąłby stuprocentowego powodzenia, ale prof. Kot musi ponieść część winy za wzrastające napięcie między tymi dwoma państwami podczas dwunastu czy więcej miesięcy swego ambasadorowania (…)”.

### Po zakończeniu II wojny światowej
Poparł Stanisław Mikołajczyka w jego decyzji udziału w rozmowach z władzami sowieckimi w czerwcu 1945. Rozważał objęcie teki ministra oświaty w Tymczasowym Rządzie Jedności Narodowej lub stanowiska ambasadora w Paryżu. Władze UJ zaproponowały mu stanowisko profesora zwyczajnego. 9 sierpnia 1945 powrócił do Polski i włączył się w działalność Polskiego Stronnictwa Ludowego. 6 września 1945 został mianowany ambasadorem Polski (ludowej) w Rzymie, do miasta tego przybył 9 października 1945. Jego celem miało być przede wszystkim ograniczenie wpływów rządu RP na emigracji oraz działalności II Korpusu Polskich Sił Zbrojnych, a także wsparcie akcji repatriacyjnej do Polski. Przy systematycznie pogarszającej się sytuacji PSL w Polsce, został 10 listopada 1945 odwołany ze stanowiska. Zdecydował się na pozostanie na emigracji. Od stycznia 1948 mieszkał w Paryżu, tam poświęcił się początkowo pracy naukowej. Pozostawał w bardzo trudnej sytuacji finansowej. W II połowie 1948 towarzyszył Stanisławowi Mikołajczykowi w jego wizycie po Europie Zachodniej. W tym czasie został mianowany delegatem NKW PSL na Europę Zachodnią, został także członkiem władz Międzynarodowej Unii Chłopskiej, która wypłacała mu niewielką pensję, stanowiącą jego główne źródło utrzymania. W latach 1950–1953 prowadził aktywną działalność organizacyjną, starał się organizować pracę kół PSL, nawiązywał kontakty z działaczami z innych krajów opanowanych przez komunistów, starał się oddziaływać na politykę rządów Europy Zachodniej. W 1955 został przewodniczącym Rady Naczelnej PSL. Poczynając od tego roku, otrzymywał ze strony środowisk naukowych w Polsce propozycje powrotu do kraju. Zareagował na to kategoryczną odmową, jakkolwiek wspierał działania zmierzające do reaktywacji Polskiej Akademii Umiejętności. W kolejnych latach pozostawał aktywnym członkiem emigracyjnego PSL, z funkcji przewodniczącego Rady Naczelnej zrezygnował z uwagi na stan zdrowia na kongresie partii w 1963 (został wówczas przewodniczącym honorowym). Równocześnie był inwigilowany przez tajne służby PRL.
Od lat 50. ponownie kontynuował pracę naukową. W 1952 opublikował pracę La Réforme dans le Grand-Duché de Lithuanie, Facteur d’Occidentalisation culturelle. W latach 1952–1962 otrzymywał stypendium na badania naukowe nad dziejami reformacji w Polski i Litwie od Centre national de la recherche scientifique, w latach 1955–1959 stypendium z Fundacji Rockefellera. W 1956 opublikował pracę źródłową Listy z Rosji do gen. Sikorskiego, w 1959 tom dokumentów Rozmowy z Kremlem. Zapis cenzuralny uniemożliwił nowe wydanie w Polsce Historii wychowania (gotowy skład zniszczono w 1958). Jedynym jego tekstem wydanym w PRL był wstęp do Biblii litewskiej wydanej latem 1958.
W 1959 otrzymał doktorat honoris causa Uniwersytetu w Bazylei.
14 stycznia 1964 doznał wylewu krwi do mózgu i częściowego paraliżu, po których nie wrócił już do sprawności. Miał od tego czasu postępujące trudności z mową i kontaktami ze światem zewnętrznym. Przebywał w szpitalu geriatrycznym Edgware General Hospital w Londynie.

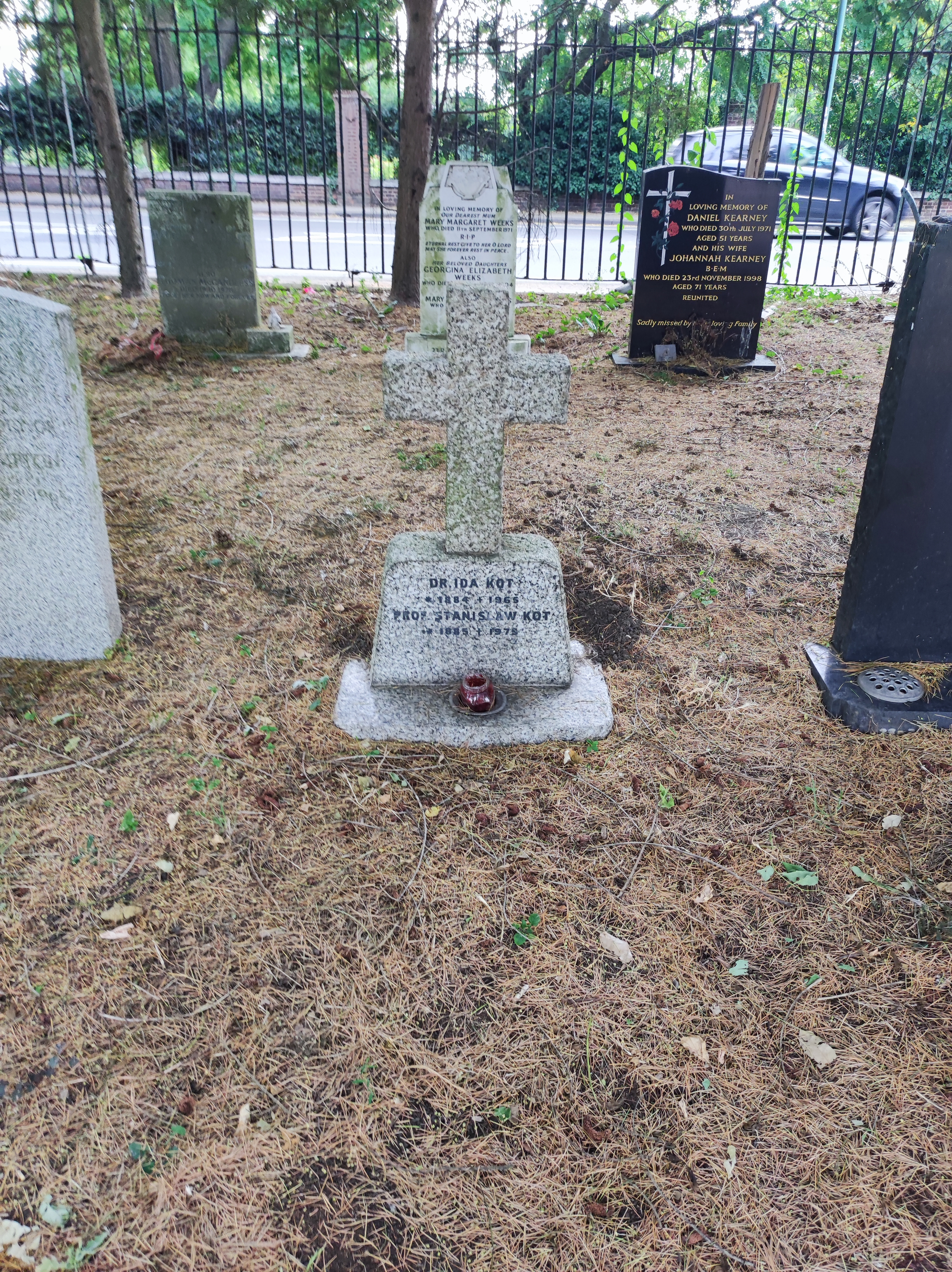
Grób Stanisława Kota

Zmarł 26 grudnia 1975, a 7 stycznia 1976 został pochowany na cmentarzu North Sheen w Londynie (23 R nr 4).

## Życie prywatne
22 maja 1911 ożenił się we Lwowie z Idą Proksch (zm. 25 lutego 1965). Z małżeństwa tego miał córki Alinę Annę (ur. 18 lutego 1912, zm. 15 grudnia 1959) i Jadwigę (ur. 1917, zm. w styczniu 1958 po długiej chorobie).